# Tarrós (Baranya)
Tarrós es un pueblo ubicado en el distrito de Hegyhát, en el condado de Baranya, Hungría.

## Superficie
Posee una superficie de 5,290 kilómetros cuadrados.

## Demografía
Hasta 2019 la población era de 99 habitantes, con una densidad de población de 18,71 habitantes por kilómetro cuadrado.